# Kaio de Almeida
Kaio Márcio Costa Ferreira de Almeida, né le 19 octobre 1984 à João Pessoa, Paraíba, est un nageur brésilien, spécialisé dans le papillon. Kaio a battu deux records du monde en petit bassin, en plus d'être champion du monde en petit bassin et finaliste olympique. Il est également connu sous les noms de Kaio Márcio, Kaio Márcio de Almeida, Kaio de Almeida, ou Kaio Almeida.

## Carrière internationale

### 2003
À l'âge de 18 ans, Almeida a participé à la demi-finale du 200 mètres papillon aux Championnats du monde de natation 2003 à Barcelone, où il s'est classé 13e. Il a également nagé le 100 mètres papillon, se classant 22e. Au 100 mètres papillon, il a battu le record brésilien avec un temps de 53,98 secondes. Au 200 mètres papillon, il a battu un record sud-américain de 20 ans établi par Ricardo Prado en 1983. Le temps d'Almeida était de 1:58,83 et le record était de 1:59,00,,.
En août, Almeida a participé aux Jeux panaméricains de 2003 à Saint-Domingue, où il a remporté des médailles d'argent au 200 mètres papillon et au 4 × 100 mètres quatre nages, et une médaille de bronze au 100 mètres papillon. Il a battu ses records brésiliens au 100 mètres papillon avec un temps de 53,44 secondes et au 200 mètres papillon avec un temps de 1:58,10, tous deux obtenant l'indice olympique. Dans le 4 × 100 mètres quatre nages, il a battu le record sud-américain avec un temps de 3:40,02,,,,.

### 2004
En juin 2004, participant à la deuxième étape du Circuit Mare Nostrum à Canet, en France, Almeida a battu le record sud-américain en grand bassin du 200 mètres papillon avec un temps de 1: 57,38, établi par le Vénézuélien Rafael Vidal depuis 1984 (1:57.51). Almeida a participé aux Jeux olympiques d'été de 2004 à Athènes, où il a terminé 17e au 100 mètres papillon, 19e au 200 mètres papillon et 15e au 4 × 100 mètres quatre nages. Le 10 septembre 2004, Almeida a battu le record sud-américain du 50 mètres papillon avec un temps de 23,33 secondes. Le précédent record de 23,41 secondes avait été établi en 2001 par Nicholas Santos,,,.
Almeida a participé aux Championnats du monde de natation en petit bassin 2004 tenus à Indianapolis en octobre. Il a terminé quatrième du 4 × 100 mètres quatre nages, battant le record sud-américain avec un temps de 3: 33,02, avec César Cielo, Guilherme Guido et Eduardo Fischer. Il a également terminé quatrième au 50 mètres papillon - à seulement trois centièmes de seconde de remporter une médaille de bronze et à sept centièmes de seconde de remporter une médaille d'argent. Almeida a battu le record sud-américain en demi-finale avec un temps de 23,22 secondes et en finale avec un temps de 23,29 secondes. Son temps en demi-finale était le même que celui du médaillé d'argent Mark Foster. Almeida a terminé cinquième du 100 mètres papillon, à seulement 12 centièmes de seconde de remporter une médaille de bronze. Dans cette épreuve, il a battu deux fois le record sud-américain avec des temps de 52,18 secondes dans les manches et de 51,80 secondes en finale,,,,,,.

### 2005
Almeida a participé aux Championnats du monde de natation 2005 à Montréal, où il a été finaliste au 100 mètres papillon, terminant à la septième place. Il s'est également classé 14e au 200 mètres papillon et 17e au 50 mètres papillon,,.
En 2005, il a battu à deux reprises le record sud-américain du 50 mètres papillon avec des temps de 23,17 secondes le 9 septembre et de 22,92 secondes le 21 novembre. Le 17 décembre, il établit un nouveau record du monde du 50 mètres papillon en petit bassin avec un temps de 22,60 secondes. L'ancien détenteur du record du monde était Ian Crocker, avec un temps de 22,71 secondes en octobre 2004. Le record d'Almeida a été battu en 2008 par l'Australien Matt Jaukovic, qui a amélioré le record à 22,50 secondes. En décembre, Almeida a également battu le record sud-américain en petit bassin au 100 mètres papillon avec un temps de 50,62 secondes et au 200 mètres papillon avec un temps de 1: 53,27. Il a terminé parmi les trois premiers du classement mondial des courses de papillons, est devenu le détenteur du record du monde du 50 mètres et a terminé deuxième du 100 mètres et troisième du 200 mètres,,,,.

### 2006
Almeida a remporté la médaille d'or au 100 mètres papillon aux Championnats du monde de natation en petit bassin 2006 à Shanghai. C'était son plus gros titre. Dans la même compétition, il a également remporté une médaille de bronze au 50 mètres papillon et terminé 10e au 200 mètres papillon. Almeida a nagé aux Championnats pan-pacifiques 2006, où il a terminé huitième au 100 mètres papillon et au 200 mètres papillon,,,,,,.

### 2007
Aux Jeux panaméricains de 2007 à Rio de Janeiro, Almeida a remporté des médailles d'or au 100 mètres papillon avec un temps de 52,05 secondes - un record des Jeux panaméricains - et au 200 mètres papillon en 1:55,45 secondes - un record pan et un record sud-américain - et une médaille d'argent au 4 × 100 mètres quatre nages en 3:35,81 secondes - un record sud-américain,.

### 2008
En 2008, Almeida a atteint la finale du 200 mètres papillon aux Jeux olympiques d'été de 2008 à Pékin, terminant à la septième place. Il a terminé 15e du 100 mètres papillon et 14e du 4 × 100 mètres quatre nages,.

### 2009
Le 8 mai 2009, au centre aquatique Maria Lenk, Almeida a nagé le 200 mètres papillon en 1:53,92 secondes; le cinquième temps le plus rapide de l'histoire de la course et un record sud-américain. La veille, il a battu le record sud-américain du 100 mètres papillon avec un temps de 51,64 secondes, mais il n'a pas nagé la finale, dans laquelle Gabriel Mangabeira a établi un nouveau record de 51,21 secondes,.
Aux Championnats du monde de natation 2009 à Rome, Almeida a terminé à la quatrième place du 200 mètres papillon avec un temps de 1:54,27. Il s'est classé 20e au 50 mètres papillon et 29e au 100 mètres papillon,,,.
Lors de l'étape de Stockholm de la Coupe du monde de natation FINA 2009 en novembre, Almeida a battu son record sud-américain dans les séries du 200 mètres papillon avec un temps de 1:51,46 secondes. Lors de la finale, il a établi un record du monde du 200 mètres papillon en petit bassin en 1:49,11 secondes. Le record d'Almeida a été battu en 2013 par le sud-africain Chad le Clos, qui a amélioré le record à 1:49.04. Un jour plus tard, il a remporté une autre médaille d'or, battant le record sud-américain du 100 mètres papillon à deux reprises avec des temps de 50,34 secondes dans les qualificatifs et de 49,44 secondes dans la finale,,,.

### 2010
Almeida a participé aux Championnats pan-pacifiques 2010 à Irvine, en Californie, où il a terminé cinquième au 200 mètres papillon et 11e au 100 mètres papillon,.
Aux Championnats du monde de natation en petit bassin 2010 à Dubaï, Almeida a remporté le bronze au 100 mètres papillon avec un temps de 50,33 secondes. Au 200 mètres papillon, il a remporté l'argent avec un temps de 1:51,56 secondes. Avec ses coéquipiers César Cielo, Felipe França et Guilherme Guido, Almeida a battu le record sud-américain du 4 × 100 mètres quatre nages avec un temps de 3:23,12 secondes, remportant la médaille de bronze,,.

### 2011
Aux Championnats du monde de natation 2011 qui se sont tenus à Shanghai, Almeida a terminé 10e du 200 mètres papillon, 25e du 100 mètres papillon et 14e du 4 × 100 mètres quatre nages. Aux Jeux panaméricains de 2011 à Guadalajara, Almeida a remporté l'or au 4×100 mètres quatre nages et le bronze au 200 mètres papillon,,,.

### 2012
Aux Jeux olympiques d'été de 2012 à Londres, Almeida a terminé 15e du 4 × 100 mètres quatre nages, 17e du 200 mètres papillon et 28e du 100 mètres papillon. Aux Championnats du monde de natation en petit bassin 2012 à Istanbul, il a terminé quatrième du 4 × 100 mètres quatre nages, 11e du 50 mètres papillon et 18e du 100 mètres papillon,,,.

### Retraite et retour
Kaio Almeida a pris sa retraite de la natation et a tenté de devenir politicien, mais est retourné dans les piscines.

### 2015

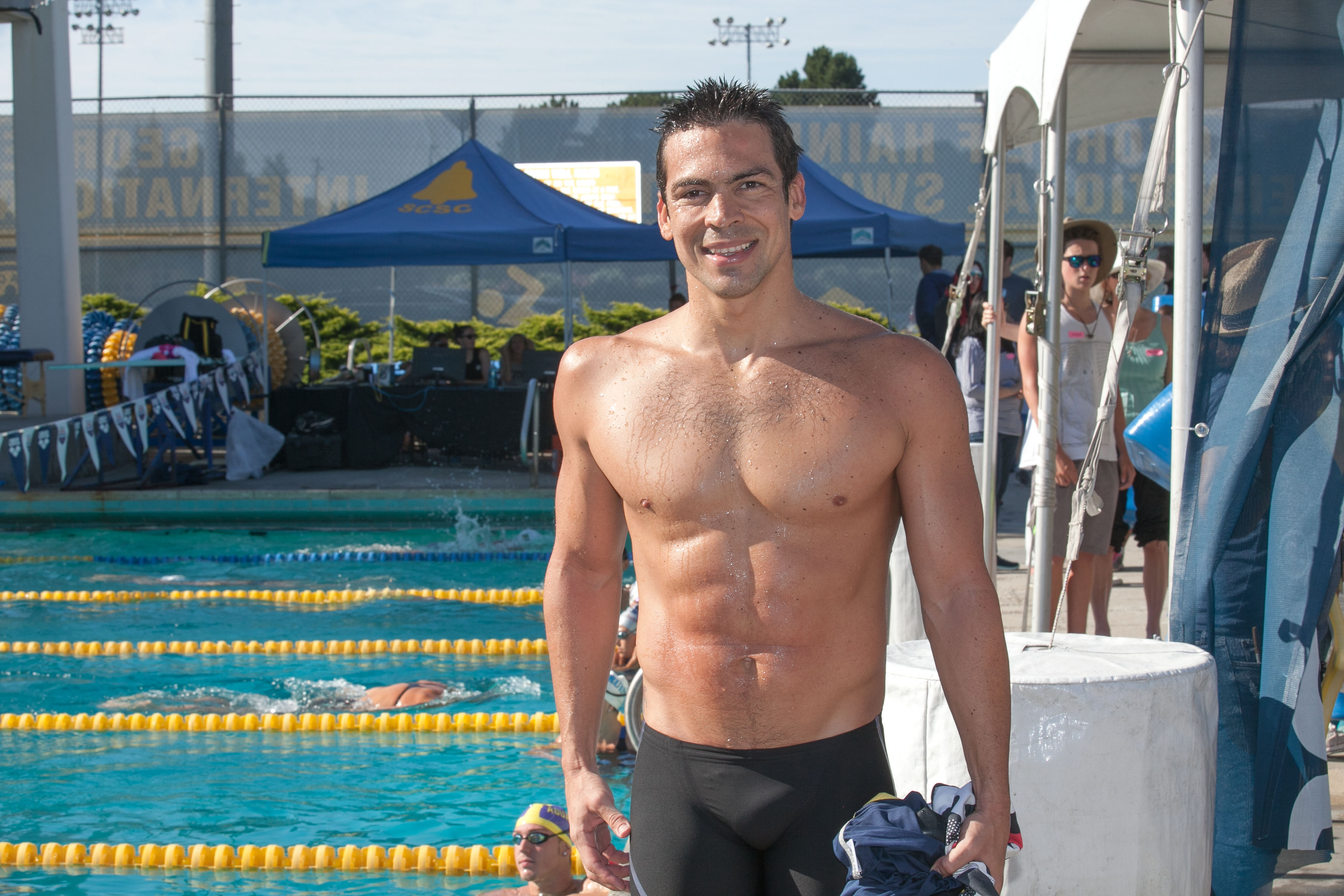
Kaio Almeida, 2016.

Aux Jeux panaméricains de 2015 à Toronto, Ontario, Canada, Almeida a remporté une médaille d'or au relais 4 × 200 mètres nage libre, en participant à des séries. Il a également terminé 5e du 200 mètres papillon,,,.

### 2016
Aux Jeux olympiques d'été de 2016, il a participé au 200 mètres papillon masculin, se rendant en demi-finale et terminant à la 14e place.

### 2018
Aux Championnats sud-américains de natation 2018 à Trujillo, au Pérou, il a remporté une médaille d'argent au 200 mètres papillon.

## Meilleurs temps personnels
Les meilleurs temps personnels établis par Daniil Izotov dans les différentes disciplines sont détaillés ci-après.
| Épreuve             | Temps         | Compétition                        | Lieu            | Date         |
| 200 m Libre         | 1 min 55 s 16 | 44th CISM World Military Swimming… | Warendorf (GER) | 26 aou 2010  |
| 50 m Papillon       | 23 s 55       | Trofeu Lenk                        | Rio             | 1er mai 2009 |
| 100 m Papillon      | 51 s 64       | Trofeu Lenk                        | Rio             | 1er mai 2009 |
| 200 m Papillon      | 1 min 53 s 92 | Trofeu Lenk                        | Rio             | 1er mai 2009 |
| 200 m Libre Laps    | 1 min 53 s 63 | 44th CISM World Military Swimming… | Warendorf (GER) | 25 aou 2010  |
| 100 m Papillon Laps | 52 s 06       | Jeux Panaméricains                 | Rio de Janeiro  | 22 jul 2007  |

| Épreuve             | Temps         | Compétition                          | Lieu              | Date              |
| 50 m Libre          | 22 s 10       | Coupe du monde de natation FINA 2009 | Stockholm (Suède) | 11 novembre 2009  |
| 100 m Libre         | 50 s 04       | Coupe du monde de natation FINA 2010 | Rio de Janeiro    | 10 septembre 2010 |
| 200 m Libre         | 1 min 51 s 11 | Coupe du monde de natation FINA 2010 | Rio de Janeiro    | 11 septembre 2010 |
| 400 m Libre         | 4 min 04 s 12 | Coupe du monde de natation FINA 2010 | Rio de Janeiro    | 10 septembre 2010 |
| 50 m Papillon       | 22 s 44       | Coupe du monde de natation FINA 2009 | Stockholm (Suède) | 10 novembre 2009  |
| 100 m Papillon      | 49 s 44       | Coupe du monde de natation FINA 2009 | Stockholm (Suède) | 11 novembre 2009  |
| 200 m Papillon      | 1 min 49 s 11 | Coupe du monde de natation FINA 2009 | Stockholm (Suède) | 10 novembre 2009  |
| 100 m Papillon Laps | 50 s 09       | 10th FINA World Swimming             | Dubai (UAE)       | 19 décembre 2010  |